# بطنج قزم
البطنج القزم أو الستاكس القزم (باللاتينية: Stachys pumila) نوع نباتي يتبع جنس البطنج من الفصيلة الشفوية.

## الموئل والانتشار
النبات واطن في بلاد الشام وتركيا.

## مرادفات للاسم العلمي
- (باللاتينية: Stachys bornmuelleri Hand.-Mazz.)
- (باللاتينية: Stachys floribunda Montbret & Aucher ex Benth.)